# Буонапарте, Карло
Ка́рло Мари́я Буонапа́рте (Ша́рль-Мари́ Бонапа́рт, корс. Carlu Maria Buonaparte, итал. Carlo Maria Buonaparte, фр. Charles Marie Bonaparte; 29 марта 1746[…], Аяччо, Корсика, Генуэзская республика — 24 февраля 1785[…], Монпелье, Монпелье, Королевство Франция) — корсиканский адвокат и политик, родоначальник разветвлённого дома Бонапартов, отец императора французов Наполеона I,дед императоров Наполеона II и Наполеона III.

## Биография
Карло Буонапарте родился 27 марта 1746 года в городе Аяччо. Младший из трёх детей юриста Джузеппе Буонапарте (1713—1763). Карло изначально пошел по стопам своего отца, получив юридическое образование в Пизанском университете. Когда Карло было семнадцать лет, родственники устроили его брак с 13-летней Летицией Рамолино.
В 1764 году служил помощником главы Корсиканской республики Паскаля Паоли, который посылал его с дипломатическими поручениями в Париж (к Людовику XV) и в Рим (для переговоров с папой Климентом XIII). Во время кампании 1769 года, завершившейся завоеванием Францией Корсики, был адъютантом Паоли. После падения корсиканской независимости  эмигрировал, но вскоре вернулся и примкнул к профранцузской партии. Он жил на широкую ногу и был страстным игроком. 
Карло Буонапарте умер от рака во время поездки на воды в Монпелье, оставив семью без средств к существованию.

## Семья и дети
Женат со 2 июня 1764 на Летиции Рамолино. У них родилось 13 детей, из которых до зрелого возраста дожили 5 сыновей и 3 дочери:
1. Наполеоне Бонапарте (1764/1765 — 17 августа 1765)
2. Мария Анна Бонапарт (3 января 1767 — 1 января, 1768)
3. Жозеф Бонапарт (ит. Джузеппе) (7 января 1768 — 28 июля, 1844),  король Неаполя, позже король Испании.
4. Наполеон I (ит. Наполеоне) (15 августа 1769 — 5 мая 1821), император французов и король Италии.
5. Мария Анна Бонапарт (14 июля 1771 — 23 ноября, 1771)
6. Люсьен Бонапарт (ит. Лучано) (21 мая 1775 — 29 июня, 1840), князь Канино и Музиньяно.
7. Элиза Бонапарт (ит. Мария-Анна-Элиза) (13 января 1777 — 7 августа 1820),  великая герцогиня Тосканская, супруга дивизионного генерала Первой империи и владетельного князя Лукки и Пьомбино Феликса Паскаля Бачиокки (1762—1841)
8. Луи Бонапарт (ит. Луиджи) (2 сентября 1778 — 25 июля, 1844), король Голландии, муж Гортензии Богарне (дочери Жозефины Богарне), отец Наполеона III, императора французов 1852-1870.
9. Полина Бонапарт (ит. Мария-Паола) (20 октября 1780 — 9 июня 1825),  герцогиня Гвасталлы, супруга князя ди Сульмона и Россано Камилло Боргезе (1775—1832)
10. Каролина Бонапарт (ит. Мария-Нунциата-Каролина) (24 марта 1782 — 18 мая, 1839),  великая герцогиня Клевская и Бергская, королева Неаполитанская, супруга Иоахима Мюрата (1767—1815), маршала империи, преемника Жозефа Бонапарта на неаполитанском троне.
11. Жером Бонапарт (ит. Джироламо) (15 ноября 1784 — 24 июня, 1860), король Вестфалии.

## Образ в кино
- «Наполеон: путь к вершине» (Франция, Италия, 1955) — актёр Марсель Рой